# کاهنه
کاهِنه رهبر مذهبی و نظامی سده هفتم میلادی اقوام بربر شمال آفریقا بود که در برابر حملات سپاه اعراب مسلمان در منطقه‌ای در شمال آفریقا که نومیدیه نامیده می‌شد، مقاومت کرد.
پس از سرکوب شورش کسیله‌بن‌لمزم به دست زهیربن‌قیس، بربرهای باقیمانده از این شورش و نیز گروه‌هایی از بربران بنی‌یفرن و شماری از زناتی‌ها به کاهنه پیوستند. با پیوستن این قبایل به کاهنه نیروی عظیمی برای وی فراهم شد و امکان هم‌پیمانی با رومیان قوت گرفت. این حوادث خلیفه عبدالملک را به وحشت انداخت. چرا که هم‌پیمانی رومیان و بربرها امری محتمل بود و اکنون با پیوستن قبابل بربر به کاهنه زمینه مناسب‌تری یافته بود. با این حال آنچه از ظاهر گزارش‌ها برمی‌آید، نشان می‌دهد کاهنه در آغاز بر مسلمانان نشورید بلکه این حسّان‌بن‌نعمان‌غسانی بود که پس از کشته شدن زهیربن‌قیس در کمین دریایی رومیان با حکم عبدالملک مروان به منطقه آمد و در ادامه روند گسترش فتوحات اسلامی پس از درهم شکستن مهمترین پایگاه رومیان در قرطاجنه، به سمت اقامتگاه کاهنه یورش برده و بر آن شد تا آخرین سنگر مقاومت بربرها را که اکنون تحت فرماندهی کاهنه قرار داشت، درهم‌شکسته و مسیر فتوحات را هموارتر سازد.

## شخصیت
به گفته مورخان کاهنه دارای رفتارها و ویژگی‌های خاصی بود که پذیرش رهبری او را در میان بربرها که مردمی متمایل به مدعیان پیامبری، اولیاء و اصحاب کرامت هستند، ممکن می‌ساخت. کاهنه که زنی باهوش بود، در میان قوم خود به کهانت، آشنایی با غیب و عواقب امور شناخته می‌شد. او در سحر و جادو و پیشگویی‌های خود –که کرامت دانسته می‌شد– از بت چوبی بزرگی که به همراه داشت کمک می‌گرفت و به زعم خودش در هنگام احضار اجنه و جادوهای دیگر، موهای انبوه و تابیده‌اش را افشان می‌کرد و با دست به سینه می‌کوبید و چشمانش قرمز می‌شد. این اعمال در میان بربرها رعب و وحشت و حیرانی فراوانی به وجود می‌آورد و این امر در زمینه‌ای از رفتارشناسی اقوام بربر که خود را علاقه‌مند به سحر، جادو و کرامت نشان می‌دادند، اقبال عمومی و اطاعت آنان را از کاهنه به‌دنبال داشت.